# Pensiero di Lev Tolstoj

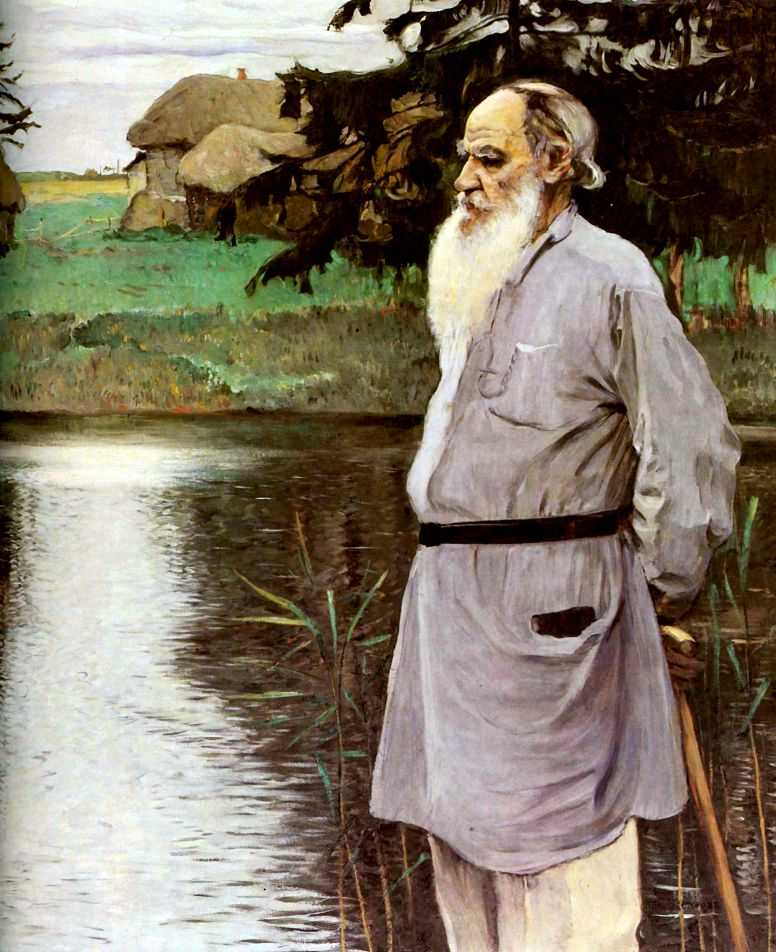
Lev Tolstoj in un dipinto di Michail Vasil'evič Nesterov

Lev Tolstoj (1828 - 1910),  scrittore, filosofo, educatore e attivista sociale russo.

## Introduzione
Come riportato nella biografia della voce Lev Tolstoj, la sua vita fu lunga e tragica, nell'accezione più vera del termine, ossia nel senso che essa fu dominata da una profonda, segreta tensione: una vera tragedia dell'anima.

Tolstoj stesso riteneva che il 1878 fosse lo spartiacque tra due fasi della sua esistenza, nella prima il grande scrittore (famosissimo e tronfio della fama letteraria), nella seconda la rinascita spirituale.
Questa grande frattura sarà fonte di difficoltà, contraddizioni e spesso incomprensioni nella interpretazione da parte dei contemporanei, problemi che ancor oggi sono presenti.
Svariate sono quindi le tracce per potersi avvicinare all'animo di Tolstoj:
- La incessante ricerca della verità.

(ultime parole pronunciate da Tolstoj prima di morire)
- La tensione al miglioramento continuo.

(Diari, 21 settembre 1905)
- "La non organicità: Tolstoj non seppe o non volle essere un pensatore sistematico, ma affidò le sue idee a decine e decine di lettere, opuscoli e saggi più o meno lunghi, fra cui non è facile orientarsi".[2] Nei suoi Diari scrisse:

(Diari, 3 febbraio 1870)
- La tensione e lo scontro tra il primo Tolstoj scrittore e lo stesso successivamente moralista.

(, cap VII)
- La tensione e lo scontro tra Tolstoj erudito e l'umile ricercatore della verità.

(, pag. 62)
- La tensione e lo scontro tra il Tolstoj ricco possidente terriero e l'umile Lev che tentava di vivere con e come i muzik.

Documentata nei fatti dagli ultimi anni di vita dello scrittore e dalla famosa fuga terminata con la morte alla stazione di Astopovo.
- La tensione e lo scontro (negli ultimi anni della sua vita) tra Tolstoj religioso senza metafisica ed il mistico

- L'incessante sforzo a descrivere e vivere i dettami del Cristianesimo per lui esemplificati al massimo nel Discorso della Montagna del Vangelo secondo Matteo.

È bene aggiungere che il Tolstoj etico suscitò un grande entusiasmo a partire dalla metà degli anni ottanta del XIX secolo. In Russia venne proibita l'edizione delle opere politiche e religiose e cominciarono i controlli di stato su lui e su qualunque seguace dello scrittore. Secondo Max Nordau l'interesse dei contemporanei, per lo meno negli ultimi vent'anni di vita dello scrittore, si concentrò soprattutto sui contenuti morali piuttosto che sui grandi romanzi (Guerra e Pace ed Anna Karenina).
Si può ulteriormente fare una considerazione: le opere dello scrittore, eccetto quelle sotto copyright (ovvero le prime opere fino a Guerra e Pace ed Anna Karenina, con le successive eccezioni di Resurrezione e Padre Sergej), girarono in tutto il mondo con traduzioni spesso non fedeli, ed anche come antologie di scritti; non si tradusse né integralmente né esattamente.
Però chiunque scruti minutamente i lavori di lui, scorgerà che il germe della crisi e della conversione sociale e religiosa svoltasi nella coscienza di Tolstoi si contiene anche nelle sue opere anteriori. Analogo commento farà Edmondo De Amicis.
Osserva Stanislao Tyszkiewicz: "La sua religione è una mescolanza di Vangelo, soprattutto il Discorso della Montagna, con forti dosi di agnosticismo, di fideismo, di razionalismo e il più sovente di panteismo".

## Filosofia della storia
L'interesse per la storia fu uno dei problemi cardine di Tolstoj e per tutta la vita cercherà di fornirne una risposta.

Al contempo, la sua visione è una cartina al tornasole del proprio travaglio interiore.
Nel 1846 – secondo una testimonianza – Tolstoj affermò che «la storia non è altro che una raccolta di fiabe e futili inezie, infarcite con un mucchio di cifre superflue e di nomi propri».
In Guerra e pace espresse la convinzione dell'esistenza di una «legge naturale» che determina la vita degli uomini, ma che essi – incapaci di comprenderla – rappresentino la storia come una successione di libere scelte di cui attribuiscono le responsabilità a «grandi uomini» dotati di eroiche virtù o terribili vizi. Secondo Tolstoj, non sono i Napoleone o gli zar – così sicuri di sé – a fare la storia: essi sono solamente dei fantocci, mentre chi ha realmente parte nella storia ignora la propria importanza: «l'uomo che sostiene una parte negli avvenimenti storici non ne capisce mai l'importanza». A questo proposito, ha scritto un commentatore: «Per Tolstoj non ci sono protagonisti, perché quelli che sanno o possono sapere – cioè i detentori del potere, i capi rivoluzionari – non fanno, e invece gli esecutori – cioè i combattenti, i sicari ecc. – fanno ma non sanno».
Guerra e Pace, nella seconda parte dell'epilogo, si chiude con un esempio molto forte in cui paragona la rivoluzione copernicana ad una ipotetica rivoluzione storica per cui:
Tolstoj, in fondo, in questa fase pre-conversione, riconosce che l'incapacità di capire e determinare gli eventi sia la logica conclusione della grande ignoranza della trama delle cose, della sterminata varietà dei rapporti umani. Se avessimo questa consapevolezza non potremmo considerare gli esseri umani eroi od esseri spregevoli, ma dovremmo sottometterci alla inevitabile necessità. Si tratta di una posizione vicina alle "verità di fatto" leibniziane. 
Tolstoj riconosce quindi la preminenza dell'esperienza soggettiva, della vita vissuta con le sue emozioni.
E qui si manifesta metaforicamente lo stesso contrasto che si evidenzia tra il Tolstoj descrittore della molteplicità della vita e la sua visione della storia in cui la libertà umana va disintegrandosi ed anche lo stesso contrasto tra il romanziere ed il successivo moralista e propugnatore di un sentire unico tratto dal mondo contadino e dal Vangelo.

Dopo la conversione egli riterrà infatti che la storia mostri le prove di come guerre e violenze abbiano sempre causato immense catastrofi e di come, invece, la realizzazione, in linea col Vangelo, di ideali di pace e di tolleranza vada considerato il vero indice di progresso – la vera forza e la vera Storia – dell'umanità:
Al termine della sua vita, tra settembre e novembre del 1910, Tolstoj rinuncerà alla possibilità di conoscere le leggi della storia:

## Estetica
Come sulla storia, anche sull'arte Tolstoj inizialmente espresse – in una lettera del 1860 – un giudizio drasticamente negativo, asserendo che «l'arte è una menzogna, e io non posso amare una menzogna, foss'anche bellissima».
Nella prima versione del racconto Al'bèrt (1857), Tolstoj scriveva che il compito della (vera) arte è «annichilire con il solo fatto d'esistere tutto il ciarpame delle ideologie degli intellettuali e tutta la vacuità della vita degli uomini ordinari».
Si delineano così, per Tolstoj, due tipi di arte: la prima – quella ordinaria, diffusa – è fondata sulla menzogna; la seconda – l'unica autentica – è specchio di Verità e manifestazione dell'Assoluto. Sviluppa quindi in sé la fede che solo la vera arte possa redimere l'umanità e, a questa tesi, dedica, ormai settantenne, il lungo saggio Che cos'è l'arte? (1897), in cui afferma:

## Religione

### Esegesi biblica
Nel 1870 Tolstoj si dedica allo studio del greco antico e vi si appassiona.
Nel 1875, mentre lavora alla stesura di Anna Karenina, elabora alcuni saggi di carattere religioso (rimasti incompiuti): Sul significato della religione cristiana, Sulla vita al di fuori del tempo e dello spazio, Sull'anima e la vita di essa al di fuori della vita a noi nota e intelligibile
Nel 1877 comincia a scrivere Definizione della religione in quanto fede e un Catechismo cristiano che rimangono anch'essi incompiuti. Intanto legge svariate opere di teologia cristiana e di critica neotestamentaria.
Nel 1879 studia con sistematicità filologica i quattro Vangeli. Scrive nuovi saggi di carattere religioso, segnati da elementi polemici verso l'ortodossia: La Chiesa e lo Stato, Di chi siamo noi: di Dio o del Diavolo?, Cosa può fare e cosa non può fare un cristiano.
Nel 1880 si dedica interamente al lavoro critico-filologico sui Vangeli canonici. È divorato da un intenso zelo esegetico:
Nello stesso anno scrive Disamina della teologia dogmatica – che segna ormai un netto distacco dall'ortodossia – e intraprende l'opera di Unificazione, traduzione e analisi dei quattro Vangeli.
Nel 1882, interessato anche all'Antico Testamento, studia l'ebraico antico con il rabbino S. A. Minor.
Nel 1885 traduce dal greco antico la Didaché per la casa editrice Posrednik, fondata l'anno prima insieme ai discepoli Vladimir Čertkov e Pavel Birjukov.
Nel 1907 scrive il saggio, incompiuto, Perché i popoli cristiani in generale, e in particolare quello russo, si trovano oggi in una condizione infelice, dove critica l'interpretazione data da Paolo all'insegnamento di Gesù come frutto di travisamento e d'invenzione dottrinaria.
Nel 1908 pubblica infine Il vangelo spiegato ai giovani.

### Teologia
Il sottotitolo dell'opera Il regno di Dio è in voi chiarisce i punti salienti della sua visione, ove dichiara: «Il regno di Dio è in voi, ovvero il Cristianesimo dato non come una dottrina mistica, ma come una morale nuova».
Il risveglio di Tolstoj ha principalmente una connotazione fortemente etica e di aderenza alle Sacre Scritture, che lui cercherà di leggere al di là di tutti i condizionamenti di quasi duemila anni di interpretazione.
Cercando quindi i fondamenti nelle Scritture del Cristianesimo, principalmente si dedicherà alla lettura dei Vangeli, rifiutando in parte le Scritture del Nuovo Testamento (in particolare l'Apocalisse e parte degli Atti degli Apostoli) e dell'Antico testamento.
Contesterà inoltre aspramente Paolo di Tarso: «Non voglio offrire una interpretazione della dottrina di Cristo [...] vorrei una sola cosa: proibire di interpretare».
Il cardine lo troverà quindi nei Vangeli, particolarmente nel Discorso della Montagna, ed all'interno di questi nelle cosiddette Antitesi.
Con la sua opera: "Unificazione, traduzione e analisi dei quattro Vangeli", ne scaturisce un evangelismo con alcuni fili conduttori:
- Il senso di missione storica e religiosa che ha un risveglio evangelico:[31] «La religione di Cristo non vuole redimere la società con la violenza, il suo ruolo è di mostrare il fine della nostra vita in questo mondo».[32]
- Per leggere fedelmente il vangelo è necessario toglierlo dalle mani delle chiese.
- I Vangeli non possono essere considerati libri sacri, in quanto la loro formazione è un continuum con la tradizione ebraica e con le chiese cristiane.
- Tolstoj denunzia la necessità di eliminare ciò che appartiene al soprannaturale, come i miracoli, la resurrezione, ed in genere il mondo della grazia.[31]

#### Dio
Tolstoj parla di Dio come di quel bene misterioso, di quel principio di vita, verso cui tende la parte più vera dell'uomo – desiderando la felicità di ogni creatura a lui prossima.
«Il desiderio del bene per tutto ciò che esiste è l'inizio di ogni nuova vita, è l'amore, è Dio.»
Dio è
«quell'infinito Tutto, di cui l'uomo diviene consapevole d'essere una parte finita. Esiste veramente soltanto Dio. L'uomo è una Sua manifestazione nella materia, nel tempo e nello spazio.»
Dio non è (solo) il Tutto, ma il Tutto – come ogni creatura che vi fa parte – è una Sua manifestazione:
«Il mondo degli esseri viventi è un solo organismo. La stessa vita generale di questo organismo non è Dio, ma è solo una delle Sue manifestazioni...» Non per contraddire, ma per completare l'affermazione «Dio è amore» (1Gv 4,16), Tolstoj sostiene che Dio non è (solo) amore, ma l'amore è ciò che manifesta l'infinitezza di Dio nella finitezza dell'uomo:
«Dio non è amore, ma quanto più grande è l'amore, tanto più l'uomo manifesta Dio, e tanto più esiste veramente.»
Dio è l'esistenza vera, ma Dio non è (solo) la vita, bensì il principio di ogni vita:
«Dio respira per mezzo delle nostre vite.» Quindi amare Dio significa prima di tutto rispettare la vita di ogni creatura e desiderarne la felicità, cioè sviluppare in sé «l'obbligo morale non solo di non distruggere la vita degli esseri, ma di servire ad essa.»
In un passo dei Diari (27.9.1894) Tolstoj affermò che, essendo impossibile definire Dio, tanto valeva liberarsi della nozione di Lui. Ma qualche giorno dopo si ricredette e scrisse:

##### L'interpretazione di Lebrun
Victor Lebrun, amico e discepolo di Tolstoj, disse una sera al maestro: «Proprio ieri pensavo a Dio, e pensavo anche che non si può determinarlo con nozioni positive, poiché ognuna di esse è una nozione umana. Non ci sono che nozioni negative che possono essere precise [...] Di modo che non è preciso dire che Dio è l'Amore e la ragione. Amore e ragione sono qualità umane».
Tolstoj gli rispose: «Sì, sì. È esattissimo, solo che l'amore e la ragione ci uniscono a Dio. [...]».
Commenta Lebrun, nelle sue memorie:
Questa è stata la prima rivelazione di cui vado debitore a Tolstoj.»

### Rapporti con la fede ortodossa
Per Tolstoj bisogna recuperare l'originaria fede di cui parlava Gesù: «l'interiore inevitabilità d'un convincimento, che diviene fondamento della vita».
Invece il clero insegnava a pensare la fede come uno «sforzo della volontà» che il credente – dando grande importanza ai miracoli – deve esercitare su di sé per aderire ad una dottrina dogmatica.
Tolstoj si rifà solo e semplicemente al Vangelo:
Inoltre Tolstoj si chiede se le religioni non abbiano insito l'«inganno intenzionale che c'è in ogni religione. Anzi, vien da chiedersi se questa non sia proprio la caratteristica esclusiva di ciò che si chiama religione: proprio questo elemento d'invenzione consapevole, in cui c'è una mezza fede non fredda, ma poetica, esaltante. Quest'invenzione c'è in Maometto, in Paolo. In Cristo non c'è. Di questo l'hanno calunniato. Di lui non si sarebbe potuto fare una religione se non ci fosse stata l'invenzione della resurrezione e il principale inventore Paolo.»
Per meglio inquadrare il pensiero religioso di Tolstoj, non è marginale riferire quanto egli dichiarò al convegno di Firenze del 1891:
A questo punto la rottura con la fede ortodossa (a quel tempo molto compromessa con il potere) non si farà attendere ed il 22 febbraio 1901 Tolstoj verrà scomunicato.
Successivamente egli si pentì di certi suoi estremismi: «Mi sono accorto che spesso ho avuto torto a calcare la mano, con troppa poca prudenza contro la fede altrui».

### Il"Discorso della montagna", cardine della sua fede
Nel cercare il cardine dell'insegnamento di Cristo egli scorgerà l'insegnamento del come vivere in particolare nel "Discorso della montagna". All'interno di tale "Sermone" sottolineerà, in modo particolare, le cosiddette Antitesi, ovvero (raccolte secondo il pensiero di Tolstoj):
- Primo precetto (Matteo, V, 21-26). L'uomo non solo non deve uccidere l'uomo, ma nemmeno adirarsi contro di lui, suo fratello; non deve disprezzarlo né considerarlo "stupido". Se avrà questionato con qualcuno dovrà riconciliarsi con lui prima di offrire i suoi doni al Signore, vale a dire prima di accostarsi a Dio con la preghiera.
- Secondo precetto (Matteo, V, 27-32). L'uomo non solo non deve commettere adulterio, ma neppure servirsi della bellezza della donna per il proprio piacere; e se sposa una donna, deve restarle fedele per tutta la vita (nella tradizione cattolica corrente sono qui unificate la seconda e terza antitesi).
- Terzo precetto (Matteo, V, 33-37). L'uomo non deve impegnarsi in niente, sotto giuramento.
- Quarto precetto (Matteo, V, 38-42). L'uomo non solo non deve rendere occhio per occhio, ma quando qualcuno lo percuote su una guancia, deve porgergli l'altra; deve perdonare le offese, sopportarle con rassegnazione e non rifiutare nulla di ciò che gli venga chiesto.

Ma fulcro di tutto:
- Quinto precetto (Matteo, quinto, 43-48). L'uomo non solo non deve odiare i suoi nemici e combatterli, ma deve amarli, aiutarli e servirli.[45]

Questi precetti tratti da Matteo, unificando i due relativi alla vita sessuale (ovvero la seconda e terza antitesi sono "contratte" nel secondo precetto), sono presenti anche in testi narrativi come Resurrezione o nel racconto Il divino e l'umano.
È quindi soprattutto nella dimensione etica che si superano le divisioni tra le varie fedi cristiane, che invece nei contenuti di fede rimangono separate.
Per Tolstoj, la fede, nel Vangelo, è da intendersi come aderenza nel profondo: Gesù suscitava nelle persone, con la saggezza e la bontà dei suoi discorsi, una conversione etica razionale e spontanea, e non un'adesione timorosa a delle norme puramente formali come quelle dei farisei; la fede autentica è quella che rigenera l'esistenza dell'individuo trasformandola in un gioioso servizio d'amore verso Dio e il prossimo.

### Tensione esistenziale
Tolstoj credeva fermamente che la rinascita morale potesse inverarsi solo a partire dall'animo dell'uomo – non attraverso le rivoluzioni sociali – e che l'autentica vita interiore fosse quella vissuta dalle masse popolari, dal mužik.
...Ed io cominciai ad avvicinarmi ai credenti che v'erano tra le persone povere, semplici, ignoranti, ad avvicinarmi ai pellegrini, ai monaci, agli scismatici, ai muziki.
La dottrina religiosa di questa gente del popolo era anch'essa cristiana  [...]  Alle verità cristiane era mescolata anche molta superstizione, ma  [...]  le superstizioni dei credenti che appartenevano al popolo lavoratore erano fino a tal punto collegate con la loro vita che non si poteva assolutamente immaginarsi la loro vita senza quelle superstizioni: esse costituivano una condizione imprescindibile di quella vita.  [...]  Ed io cominciai a guardare attentamente la vita e le credenze di quegli uomini, e più le studiavo, tanto più mi convincevo che essi possedevano la vera fede e che la fede era per loro indispensabile  [...] .
Quante volte invidiavo i muziki per la loro ignoranza e perché non sapevano né leggere né scrivere.»
Nell'opera di Tolstoj il massimo esempio di religiosità popolare è Platon Karataev (Guerra e Pace, libro IV, parte prima):
"Che preghiera hai recitato?" - domandò Pierre?
"Eh? [...] Che cosa ho recitato? Ho pregato Dio! Forse tu non preghi?"
"Si anch'io prego" - rispose Pierre - "Ma ho sentito dire Floro e Lauro. Che cosa significa?"
Ma come sono i protettori dei cavalli. Bisogna aver pietà delle bestie!"
Pierre rimase a lungo con gli occhi spalancati, [...]   ascoltando il respiro regolare di Platon, coricato accanto a lui, e sentiva che il mondo, poco prima distrutto, risorgeva ora nella sua anima con una bellezza nuova, su nuove incrollabili basi.»
Per quanto concerne la tensione etica ed esistenziale, si può stilare una somiglianza ed un parallelo tra Tolstoj e Kierkegaard.
- In entrambi troviamo:
  - ansia di perfezione
  - contestazione aspra della Chiesa ufficiale
  - visione della libertà possibile solo all'interno della soggettività del singolo
- Li differenzia fondamentalmente:
  - la ricerca del principio:
per Kirkegaard il principio assoluto è l'incarnazione di Cristo, mentre per Tolstoj il principio non è ben definito, è impalpabile sino ad identificarsi con una tensione etica fortissima verso la perfezione.
  - l'effetto della scelta:
per Kierkegaard la scelta dell'Assoluto fa divenire liberi, Tolstoj invece non riesce in concreto a generare una vera filosofia della Salvazione, bensì la sua salvezza si dipana su contenuti prettamente etici fortemente ispirati all'amore universale.[16]
  - l'individuo:
per Kierkegaard l'uomo è creato libero, nasce libero e soprattutto diventa libero quando sceglie l'Assoluto,[16] mentre, come scrive Cornelio Fabro: «Tolstoj, affascinato dall'epopea napoleonica, è impressionato dagli effetti sconvolgenti della storia ove opera la legge dei grandi numeri e l'individuo si sente travolto ed impotente: sembra che Tolstoj non sia riuscito alla concezione di un Dio personale garante della persona umana, ma abbia concepito l'Io come parte di Dio».[16]

Può essere utile ricordare come Tolstoj sia vissuto circa cinquant'anni dopo di Kierkegaard, e come quindi lo scrittore russo abbia visto in prima persona:

-il passaggio dal mondo feudale a quello moderno in Russia

-la nascita dei grandi movimenti anarchico e comunista (ben evidenziato nel suo noto racconto Il divino e l’umano)
Dalle idee e dalle esperienze di Tolstoj, risulta comprensibile la sua solidarietà verso alcune comunità cristiane come i Doukhobors, considerate eretiche dalla chiesa ortodossa in quanto aderenti ad un'etica di fratellanza e di rifiuto della guerra. Direttamente ispirata al pensiero di Tolstoj, nacque inoltre la corrente – anch'essa bollata come eretica – del tolstoismo.

### Rapporti con le altre religioni
Tolstoj si accorse che la verità annunciata da Cristo fu predicata da tutti i grandi maestri spirituali del passato, Buddha, Lao-tze, Socrate.
Fu in particolare attirato dal Taoismo e Buddhismo, del primo amava il non agire, del secondo lo spirito di compassione.  Si trovò in disaccordo con questi solo per lo spirito di rinuncia totale. 
(Diari, 8 settembre 1900)
Fra gli interessi di Tolstoj vi fu anche la nascente Fede bahá’í, Religione rivelata fondata da Bahá’u’lláh.
Leo Tolstoj and the bahá’í Fait, è uno studio di Luigi Stendardo pubblicato in Inghilterra nel 1985 presso George Ronald – Oxford – che ricorda e documenta come negli ultimi dieci anni della sua vita il grande scrittore russo ha in più occasioni incrociato il pensiero di tale Religione il cui Fondatore trapassò in Palestina nel 1892 e che si andava pian piano diffondendo tra le popolazioni. Così scrive nella sua pubblicazione Luigi Stendardo:
“L’idea di una religione universale adottata da tutti i popoli è uno degli argomenti che Tolstoj tratta maggiormente nella sua corrispondenza in questo periodo, ne fa menzione, ad esempio, in una lettera scritta ad un membro del parlamento francese, Philippe Grenier, che gli aveva confidato l’intenzione di convertirsi all’islam e ad operare per l’unità degli uomini in un’unica religione. Nella sua risposta, datata 24 marzo 1909, Tolstoj informa Grenier che esiste già un movimento religioso che ha questo stesso scopo: << L’idea che voi esprimete – e cioè che non ci sono religioni diverse – ma che c’è un’unica religione soltanto – è un’idea che si va diffondendo sempre più, soprattutto tra i mussulmani Vi sono coloro che continuano gli insegnamenti del Báb – Bahá’u’lláh che è in esilio ad Akkā e i mussulmani di Kazan, in Russia, che si fanno chiamare il Reggimento di Dio, il cui principio primo è l’universalità delle religioni …>>” 
Tolstoj, di certo, mai accettò appieno gli insegnamenti bahá’í, e una fra le sue ultime lettere ne motiva il perché: <<Conosco gli insegnamenti Bahá’í e mi trovo d’accordo con i suoi principi fondamentali, fatta eccezione per il credo nell’infallibilità dei suoi fondatori e pochi altri dettagli>>.
Restano comunque rilevanti i suoi apprezzamenti e le critiche per una Fede internazionale che all’epoca era agli albori.

### Conclusione
L'excipit dell'opera Il regno di Dio è in voi, fornisce una successivo tassello all'inquadramento della sua dottrina:
- La fede è ragionevole
- Il senso della vita è servire il mondo
- Il regno di Dio è dentro l'uomo

## Etica della non-violenza

### Non-resistenza al male
Nei saggi La mia fede (1884) e Il regno di Dio è in voi (1893) Tolstoj riattualizza – chiamandola «non-resistenza al male per mezzo del male [bensì per mezzo del bene]» – la dottrina enunciata da Gesù nel Discorso della Montagna (da Mt 5,38-48: «Avete inteso che fu detto: Occhio per occhio e dente per dente; ma io vi dico di non opporvi al malvagio; anzi se uno ti percuote la guancia destra, tu porgigli anche l'altra [...] Avete inteso che fu detto: Amerai il tuo prossimo e odierai il tuo nemico; ma io vi dico: amate i vostri nemici e pregate per i vostri persecutori, perché siate figli del Padre vostro celeste, che fa sorgere il suo sole sopra i malvagi e sopra i buoni [...]»).
L'etica pacifista di Tolstoj – che si rifà in parte alla disobbedienza civile teorizzata e praticata da Henry David Thoreau – influenzò in maniera decisiva la conversione morale alla non violenza dell'allora giovane avvocato Mohandas Karamchand Gandhi, che più di quarant'anni dopo – assurto ormai alla fama di mahatma – scriverà:
Egli sostiene che la non resistenza al male possa provocare, se messa fedelmente in pratica, la caduta ineluttabile dell'attuale ordinamento umano e la modifica radicale delle forme di convivenza umana. Tutto ciò senza ricorrere alla violenza. In parole povere, egli veramente crede che la rivoluzione avverrà con tale dottrina.

### Obiezione di coscienza
Tolstoj esclude la possibilità che le strutture sociali possano diventare più eque attraverso lo scoppio di rivoluzioni armate. Nell'articolo Non uccidere! (1900), lo scrittore condanna l'assassinio del re d'Italia Umberto I da parte dall'anarchico Gaetano Bresci, sostenendo che, affinché cessi l'oppressione del popolo, basterebbe che il popolo stesso si rifiutasse sia di prestare il servizio militare, sia di concorrere, attraverso il pagamento delle tasse, al finanziamento delle guerre.

### Vegetarianismo
Per Tolstoj un'etica autentica non può limitarsi ai rapporti infraumani, ma deve rispettare anche la vita degli animali, perché essi, come l'essere umano, provano gioie e sofferenze. La riflessione sui diritti degli animali – che ha come esito l'apologia del vegetarianismo, da Tolstoj stesso abbracciato con fervore – viene sviluppata dallo scrittore nei saggi Contro la caccia (1895) e Il primo gradino (1892). Quest'ultimo fu scritto da Tolstoj dopo la lettura di The Ethics of Diet di Howard Williams e fu inserito in prefazione al libro di Williams.

## Rapporti con i poveri ed il denaro
La descrizione dell'incontro con la povertà avviene durante la permanenza a Mosca negli autunni e negli inverni dei primi anni ottanta:
(Lev Tolstoj, Che fare, dunque?; traduzione di Flavia Sigona, Roma: Fazi editore, 2017, p. 1, ISBN 978-88-9325-163-1))
Alla domanda «Che fare?», Tostoj fornisce delle risposte di ordine soprattutto morale ed esistenziale: non mentire a se stessi, rinunciare al riconoscimento dei propri meriti e delle proprie caratteristiche, e riconoscere al contrario le proprie mancanze; considerare il lavoro, qualsiasi lavoro, l'attività obbligatoria di ciascun individuo; adoperarsi a sostentare la vita umana, la propria e quella degli altri e il ritorno al lavoro manuale.
(da Il Denaro, cap. II)

## Rapporti con il potere
Tolstoj manifesterà sempre una intolleranza per il potere, fino ad avvicinarsi alle idee degli anarchici. Ma, a differenza di loro, contesterà in toto l'utilizzo della violenza. Sarà inoltre sempre contrario al comunismo.
(Tolstoj, Il regno di Dio è in voi)
La stessa scelta sopradescritta della non resistenza al male lo porterà, dopo un iniziale interesse, alla rottura da parte dei grandi movimenti sociali del tempo.
Socialisti ed anarchici si resero conto che la resistenza passiva si scontrava con le esigenze della lotta rivoluzionaria.
Gli appartenenti alla sinistra democratica, se pur pacifisti, si scontrarono con la tensione di Tolstoj a scardinare lo stato, loro che volevano mantenerlo. Per loro il metodo era l'arbitrato internazionale.
Egli svilupperà un pensiero sociale conscio della drammaticità della modernità e della trasformazione del mondo, riassumibile in questi punti:
- La nascita della schiavitù moderna, da lui considerata ancor più drammatica di quella precedente, ovvero la condizione operaia.[62]
- L'alienazione del lavoro in fabbrica.[20] (p. 48).
- Il senso di crollo imminente dell'impero russo e di tutta la civiltà pseudo-cristiana (così definita dell'autore).[20] p. 84.
- Il rifiuto di poter stabilire una forma ottimale di governo:

Tolstoj terminerà con la convinzione che solo la legge morale e religiosa possa portare giovamento al mondo.

## Eredità spirituale

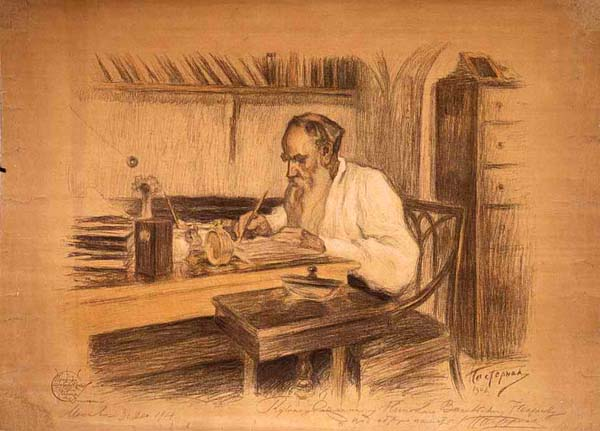
Tolstoj ritratto da Leonid Pasternak

Tolstoj, negli ultimi anni, considererà le sue opere narrative più note, ovvero Guerra e pace ed Anna Karenina, «solo sciocchezze». Lo avevano reso famoso prima della sua conversione morale, ma ora dichiara che le opere veramente importanti, fra quelle da lui scritte, consistessero nei testi a carattere filosofico e religioso. Riteneva infatti che le opere narrative dei primi cinquant'anni fossero servite solamente ad attirare l'attenzione su quanto avrebbe prodotto successivamente. Perciò, in una sorta di testamento spirituale scritto nel 1895, chiese agli amici:

### Personalità "toccate" da Tolstoj

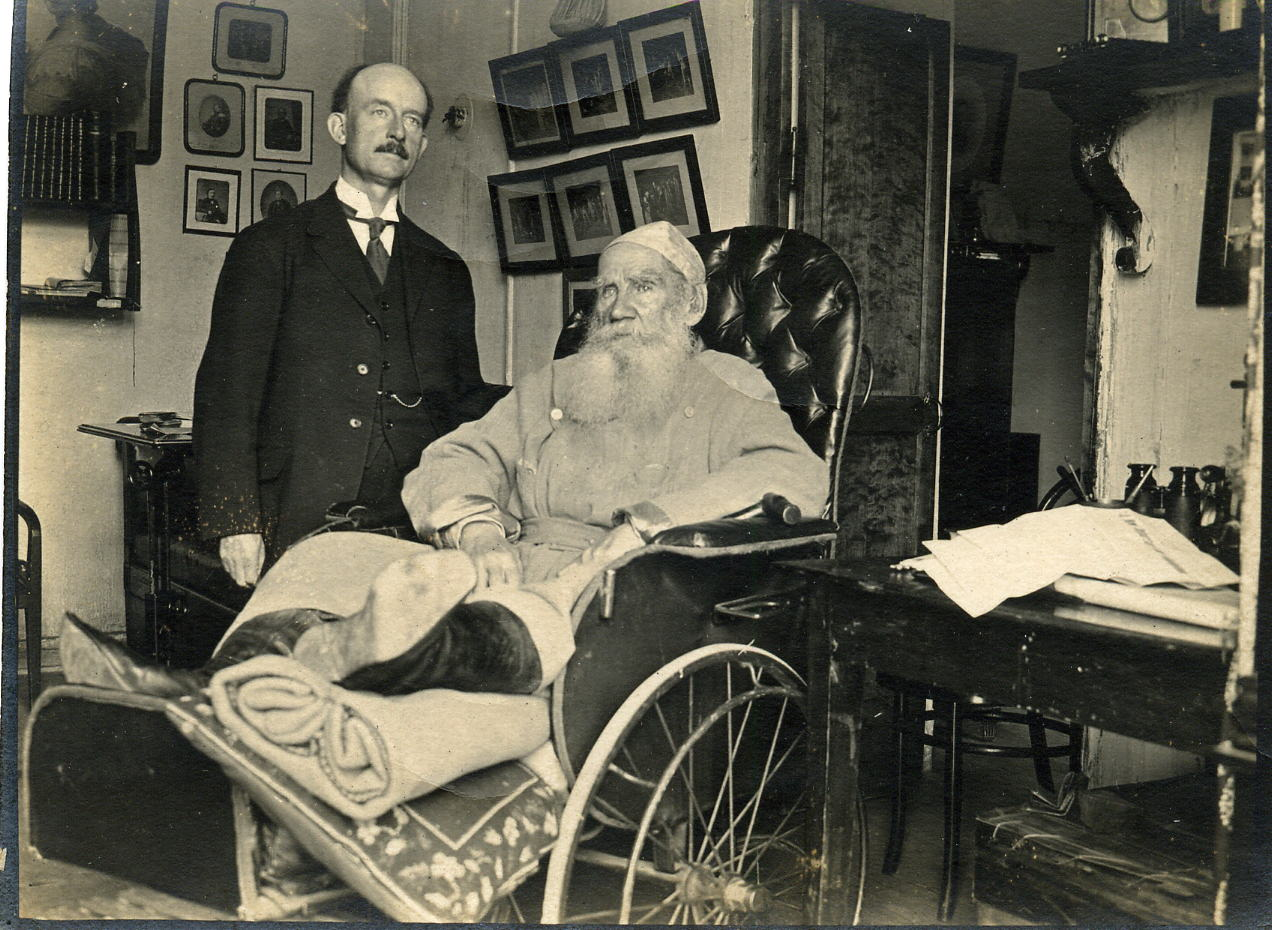
Henry George Jr. con Tolstoj nel 1909

Come già accennato, Gandhi è stata la prima personalità di fama internazionale ad aver raccolto l'eredità spirituale di Tolstoj ed è stato proprio attraverso di lui che il Tolstoj saggista ha beneficiato di una grande riscoperta durante l'arco del Novecento. Se fu Tolstoj, in epoca moderna, il primo grande teorico della non-violenza, si può dire che fu Gandhi a svilupparne il pensiero e a farlo fruttificare, mediandone in parte il radicalismo estremo e dandone applicazione pratica nella lotta politica, pur in un contesto differente da quello russo quale era l'India colonizzata.
Tolstoj è stato un punto di riferimento anche per la formazione morale di alcune tra le figure di spicco della cultura europea del Novecento, come Romain Rolland (Premio Nobel per la Letteratura nel 1915), il primo Pavel Aleksandrovič Florenskij, Albert Schweitzer (Premio Nobel per la Pace nel 1953), Martin Luther King, la cattolica Dorothy Day, i filosofi Ludwig Wittgenstein, John Wisdom, Max Weber.

### Tragedia dell'anima in Tolstoj
Come scritto nell'introduzione, Tolstoj toccherà tutti gli aspetti della vita ma, di fatto, non riuscirà o non vorrà giungere ad una sintesi di pensiero. La sintesi non fu razionale, bensì fu lo scegliere la via etica prescritta dal Vangelo. E ciò risultò di difficile comprensione per autori di stretta formazione filosofica. Come ad esempio Cornelio Fabro.
"La sua enorme produzione insegna [...] tutti gli aspetti della vita, ma la sua è più una tensione dispersiva che non intensiva [...] Così nulla riesce a prendere senso e tutta la vita [...] non è [...] che un continuo cadere di foglie morte."
Il romanzo russo di fine ottocento parlava dello scetticismo che si impossessava della società, che descriveva le vite fatalmente inceppate e paralizzate da influenze indipendenti dalla volontà, che mostravano l'essere umano agitarsi invano nell'ambiente. [...] ed imponevano l'idea che ogni sforzo fosse inutile.
Da qui la sua risposta, un tentativo di rigenerazione: per molti autori visto come una sorta di buddismo occidentale orientato verso un desiderio di annientamento, ma con una ottica diversa più "politica".  "L'obbedienza al Vangelo infatti non doveva solo disgregare lo stato dentro di sé [...], essendo un dispositivo, fondatore di relazioni, esso estingueva anche nella realtà delle cose lo stato e la società.
Non meravigliano quindi i suoi contatti con l'anarchia
In quest'ottica il pensiero di Tolstoj si dipanava nei seguenti aspetti:
- Crisi del positivismo e del determinismo[70][74]
- Risveglio religioso, per lo più portato avanti da ceti elevati, nato come risposta al disorientamento della modernità e del nichilismo[75]
- L'identificazione col nichilismo: Tolstoj stesso dichiara di essere un nichilista: "Ho vissuto da nichilista nel significato autentico del termine, vale a dire non da socialista e rivoluzionario, [...] ma da nichilista nel senso di mancante di ogni fede" (da La mia fede). Tolstoj non fu nichilista solo per le sue dottrine teologiche e filosofiche, infatti, con l'eccezione della violenza che aborriva, sembrava condividere le aspirazioni di rigenerazione ed emancipazione dei nichilisti rivoluzionari. "In realtà pochi livellatori sognano tante demolizioni come questo apostolo della carità. Egli supera spesso i Bakunin ed i Kropotkin. Nessun suo compatriota è stato più duro nei confronti del capitale. Nessuno più fermamente internazionalista."[76]

Il programma nichilista degli anarchici venne infatti accostato al messaggio nichilista del tolstoismo, fatta esclusione per il rifiuto della violenza.
- Nell'impossibilità di dare uno scopo (in quanto non accessibile alla limitatezza dell'uomo) alla vita, occorre darne un senso. Ovvero realizzare quello che sarebbe il regno di Dio, cioè la sostituzione di una vita egoista, odiosa, violenta, irragionevole, con una vita di amore, fratellanza, di libertà e di ragione. L'uomo di Tolstoj è un uomo che crede in un mondo in cui nessun uomo sia servo di un altro, ed ove ognuno abbia smesso di vivere secondo la coscienza di un altro.[78]
- Le scelte radicali furono sempre a favore del muzik, delle persone semplici variamente rappresentate, come nella famosissima descrizione di Platon Karataev (in Guerra e pace), od il semplice contadino di Padrone e Servitore od infiniti altri esempi.

- la rinuncia completa alla metafisica andrà nuovamente e circolarmente a stemperarsi alla fine della sua vita (come evidenziato nel primo paragrafo "E che non ci sia in me cattiveria. Ora non ce n'è").  "La verità è che [...] la sua scrittura comprendeva l'osservazione della realtà e la predicazione della verità. In altri termini egli constatava "il male nella società o negli individui e quindi proponeva i rimedi per combatterlo."[80]

### Raccolte di scritti etico-religiosi in italiano
- La vera vita - Come leggere il Vangelo, Manca Editore, Genova, 1991
- Il Vangelo spiegato ai giovani, Guanda, Parma 1995.
- Il Vangelo di Tolstoj, Edizioni Quattroventi, Urbino 1983.
- Contro la caccia e il mangiar carne, a cura di Gino Ditali, Isonomia editrice, 1994,
- Confessioni, Marietti 1920, Genova 1996.
- La mia fede, Editore Giorgio Mondadori, Milano 1988.
- Il Bastoncino verde - scritti sul cristianesimo, Servitium editrice, Sotto il Monte BG, 1998.
- AA. VV. - Vita sobria - scritti tolstoiani e consigli pratici, Qualevita, Aquila, 2003
- Tolstoi verde - Il primo gradino, Manca Editore, Genova, 1990
- Sulla follia - scritti sulla crisi del mondo moderno, Il Rosone, Foggia, 2003
- "Perché la gente si droga?" e altri saggi su società, politica e religione, a cura di Igor Sibaldi, Mondadori, Milano 1988.
- Perché vivo? 	L'Epos, Palermo, 2004
- Scritti politici, Edizioni Sankara, Roma, 2005
- Tolstoj e Marx, Edizioni Sankara, Roma, 2006
- I diari. Scelta dei testi, prefazione, traduzione e note di S. Bernardini, Garzanti, Milano 1997,
- I diari, Longanesi, Milano 1980.

### Saggi su Tolstoj non-violento
- La legge della violenza e la legge dell'amore, Azione Nonviolenta, Verona, 1993
- Nonviolenza 2000 - manuale interattivo a cura degli Amici di Tolstoj, Qualevita, Aquila 2000
- Pier Cesare Bori, Gianni Sofri, Gandhi e Tolstoj, Il Mulino, Bologna 1985;
- Pier Cesare Bori, Tolstoj, Edizioni cultura della pace, S. Domenico di Fiesole Fi) 1991;
- Pier Cesare Bori, L'altro Tolstoj, Il Mulino, Bologna 1995;
- Tolstoi il profeta,  a cura degli Amici di Tolstoj, Il segno dei Gabrielli, S. Pietro in Cariano (Vr) 2000.
- Pier Cesare Bori, Paolo Bettiolo, Movimenti religiosi in Russia prima della rivoluzione (1900-1917), Queriniana, Brescia 1978.
- Antonella Salomoni, Il pensiero religioso e politico di Tolstoj in Italia (1886-1910). Leo S: Olschki, Firenze, 1996.
- Italo Mancini, Il Cristo radicale di Tolstoj, sta in Come continuare a credere, Rusconi, Milano 1980.
- Italo Mancini, Il Cristo di Tolstoj, sta in Scritti cristiani, Marietti, Genova 1991.
- Angela Dioletta Siclari, L'istanza religiosa nell'opera dell'ultimo Tolstoj - Testo - Nuova Serie, nº32 luglio-dicembre 1996 - Bulzoni Editore
- Anna Borgia, Nel cuore di Tolstoj - alla ricerca della verità -Libreria Editrice Fiorentina, Firenze 2009
- Bruno Milone, Tolstoj e il rifiuto della violenza, Servitium, 2010